# لوچانو زکینی
لوچانو زکینی (به ایتالیایی: Luciano Zecchini) بازیکن فوتبال اهل ایتالیا است که از سال ۱۹۷۴ میلادی عضو تیم ملی فوتبال ایتالیا بوده و در ۳ بازی ملی حضور داشته‌است. او در بازی‌های ملی‌اش گلی به ثمر نرساند.
لوچانو زکینی آخرین بازی ملی خود را در سال ۱۹۷۴ میلادی انجام داد.